# ハニベ大仏
ハニベ大仏（ハニベだいぶつ）は、石川県小松市のハニベ巌窟院（ハニベがんくついん）にある未完成の大仏である。
「ハニベ」とは、埴輪を作る人の意味を持つ「土部師」（はにべし）に由来し、現在の彫刻師に当たる人々のことだという。

## 概要
高さは15メートル。彫刻家で初代院主である都賀田勇馬が建立を計画し、雛型と同寸の頭部のみを製作した。現在も大仏は未完成である。
大仏の周囲には初代院主と二代院主が製作した仏像、彫刻や地獄を模したアトラクションが置かれ、珍スポットとして有名。

## 交通アクセス
- IRいしかわ鉄道線・小松駅よりタクシーで約20分。
- 小松駅より北鉄加賀バス「ハニベ」行きに乗車、終点で下車。小松駅から約20分。
- 石川県道55号小松辰口線周辺。